# Gernot Gruber (Musikwissenschaftler)
Gernot Gruber (* 17. November 1939 in Bruck an der Mur, Steiermark) ist ein österreichischer Musikwissenschaftler.

## Leben
Gruber studierte Musik, Musikwissenschaft, Philosophie und Germanistik an der Universität Graz und wurde 1964 promoviert. Anschließend war er bis 1970 Assistent an derselbigen Universität. Von 1970 bis 1972 war er Stipendiat der Alexander von Humboldt-Stiftung. Von 1972 bis 1975 war Gruber Assistent an der Universität Wien und wurde dort 1973 für Musikwissenschaft habilitiert. Von 1976 bis 1995 war er ordentlicher Professor an der Hochschule für Musik und Theater München und von 1995 bis 2008 hatte er eine ordentliche Professur an der Universität Wien inne.
Gruber ist Mitherausgeber der dreibändigen „Musikgeschichte Österreichs“ und wirkliches Mitglied der Österreichischen Akademie der Wissenschaften sowie 2006 bis Ende 2012 Obmann der Kommission für Musikforschung.

## Publikationen (Auswahl)
- Mozarts Opern. Das Handbuch (= Das Mozart-Handbuch 3). Gemeinsam mit Dieter Borchmeyer, 2 Bände. Laaber-Verlag, Laaber 2007, ISBN 978-3-89007-463-4.
- Schubert. Schubert? Leben und Musik. Bärenreiter, Kassel 2010, ISBN 978-3-7618-2123-7.[1]
- Kulturgeschichte der europäischen Musik. Von den Anfängen bis zur Gegenwart. Bärenreiter, Kassel 2020, ISBN 978-3-662-61629-1.